# El debate de La Primera
El debate de La Primera fue un programa de televisión, emitido por TVE1 durante la temporada 1997/98 en horario de segundo primetime.

## Formato
El programa, dirigido y presentado por el periodista Luis Herrero y realizado por José María Castillo Pomeda, presentaba a debate semanalmente un tema de actualidad, generalmente con un invitado principal y dos o tres que le daban réplica, así como intervenciones del público situado en unas gradas semicirculares. También entraban invitados a opinar mediante conexión en un video wall.
Fueron tratados temas como la "Violencia en el futbol" con Jesús Gil de invitado principal. Particularmente comentado fue el especial sobre Franco, con Gonzalo Fernández de la Mora, Ricardo de la Cierva o García Trevijano como invitados.
El programa nunca llegó a tener unos índices de audiencia elevados y fue retirado de la pantalla sin llegar a cumplir una temporada. 
En 2012 la misma cadena TVE1 estrenó otro programa con similar formato y nombre (El debate de La 1).